# Манекі-неко

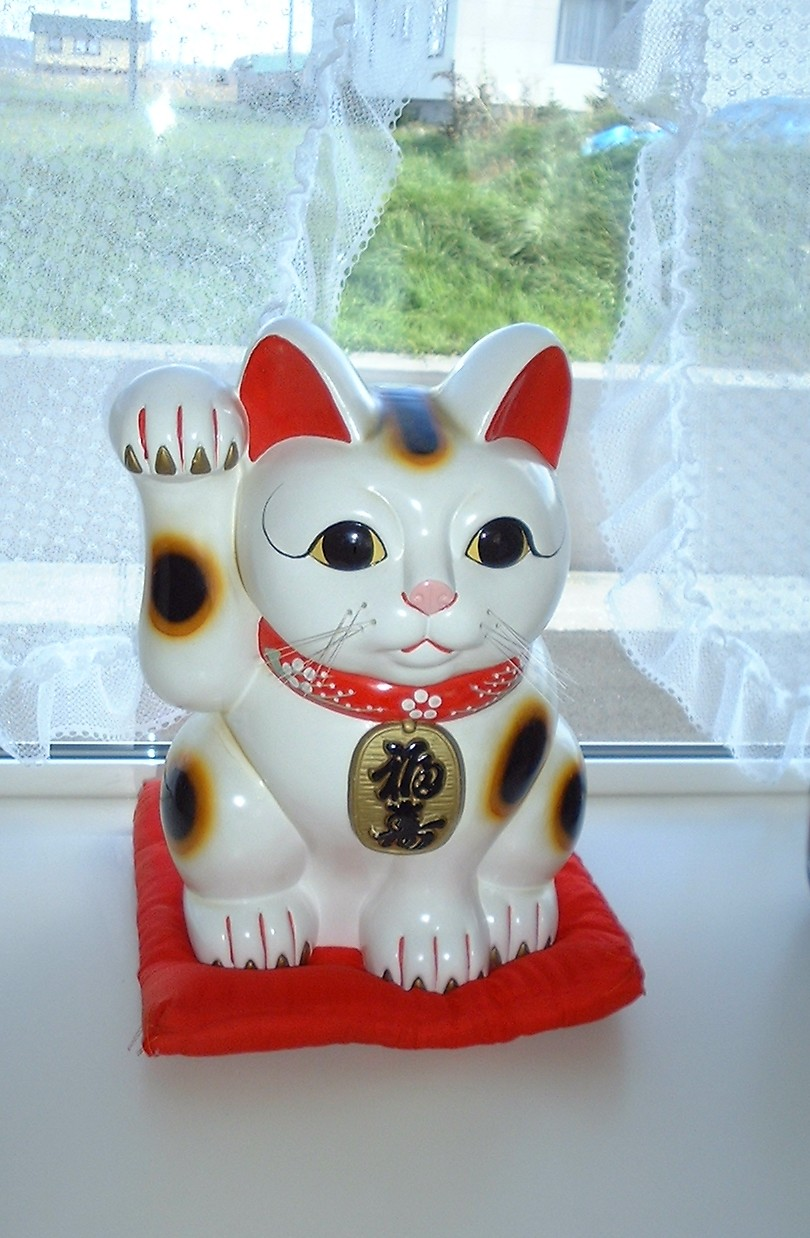
звичайна манекі-неко

Манекі-неко (яп. 招き猫, まねきねこ — «запрошувальна кішка» в прямому перекладі, також відома як «Кіт щастя», «Кіт удачі») — скульптура в Японії, часто зроблена з порцеляни чи кераміки, котра, як вважається, приносить її власнику удачу. Виставляється звичайно біля воріт або входу до магазину задля приваблення покупців.

## Форма, фігура та кольори
Скульптура має форму кішки із однією піднятою лапою. Піднята права лапа приваблює гроші, удачу, ліва — клієнтів. Зустрічаються також «Манекі-неко» й з двома піднятими лапами, але даний різновид не дуже популярний.
«Манекі-неко» бувають різних кольорів, хоча традиційними вважаються скульптури трьохкольорових кішок — з білою шерстю та плямами.
Існує надзвичайно багато різновидів «Манекі-неко» виконаних з глини, порцеляни, дерева, каменю тощо. Чотири основні риси, що вирізняють цю скульптуру з-поміж інших: піднята лапа, нагрудник, колір і монета.